# Kleiner Kaninchennasenbeutler
Der Kleine Kaninchennasenbeutler (Macrotis leucura) war eine in Australien lebende Beuteltierart aus der Gruppe der Nasenbeutler. Er ist im 20. Jahrhundert ausgestorben. Sein nächster Verwandter ist der noch lebende Große Kaninchennasenbeutler. 
Der Artzusatz im wissenschaftlichen Namen ist aus altgriechisch λευκός leukós, deutsch ‚weiß‘ und altgriechisch οὐρά ourá, deutsch ‚Schwanz‘ zusammengesetzt.

## Merkmale
Wie alle Nasenbeutler wies der Kleine Kaninchennasenbeutler einen stämmigen Körperbau und eine zugespitzte Schnauze auf. Er erreichte eine Kopfrumpflänge von 20 bis 27 Zentimetern, eine Schwanzlänge von 12 bis 17 Zentimetern und ein Gewicht von 0,3 bis 0,4 Kilogramm. Das weiche, seidige Fell war an der Oberseite graubraun und an der Unterseite weiß gefärbt. Der Schwanz endete in einer Quaste und war, im Gegensatz zu dem seines größeren Verwandten, durchgehend weiß gefärbt. Der Kopf war durch die langgezogene Schnauze und die großen Ohren charakterisiert. Die Vorderbeine waren kräftig und zum Graben geeignet, die verlängerten Hinterbeine dienten der hoppelnden Fortbewegung.

## Verbreitung und Lebensweise
Kleine Kaninchennasenbeutler bewohnten das trockene Landesinnere Australiens. Es gab zwei Populationen, eine im nordöstlichen South Australia und den angrenzenden Regionen des Northern Territory und eine im östlichen Western Australia und dem südwestlichen Northern Territory. Über die Lebensweise dieser Tiere ist wenig bekannt. Sie waren nachtaktiv und verbrachten den Tag in selbst gegrabenen, tiefen Erdbauen. Sie ernährten sich von Insekten, anderen Kleintieren und Wurzeln, die sie aus dem Boden gruben.

## Das Aussterben
Zu Beginn des 20. Jahrhunderts setzte der dramatische Rückgang der Populationen ein. Gründe dafür waren die Nachstellungen durch eingeschleppte Rotfüchse und Hauskatzen, die Verdrängung durch die ebenfalls eingeschleppten Wildkaninchen und die großflächige Umwandlung ihres Lebensraums in Viehweiden. Die letzte gesicherte Sichtung stammt aus dem Jahr 1931, Berichte der Aborigines deuten darauf hin, dass die Art bis in die 1960er-Jahre überlebt haben könnte. 